# Silvio Giorgetti
Silvio Giorgetti (San Benedetto del Tronto, 27 luglio 1733 – Monaco di Baviera, 1802) è stato un cantante castrato italiano.

## Biografia
Cantante castrato, nacque a San Benedetto del Tronto da una famiglia proprietaria di imbarcazioni. I suoi genitori, Tommaso e Caterina, avevano sei figli e Silvio era l'ultimogenito.
Dopo l'evirazione venne avviato allo studio del canto dal Maestro Don Nicola Vignola, all'epoca titolare della Cappella Musicale della Cattedrale di Ascoli Piceno. 
Una sua prima esibizione resta testimoniata da un libretto datato 13 febbraio 1747, quando interpretò la parte di Doriclea in una Cantata a due voci rappresentata nel palazzo dei Conti Sgariglia, ad Ascoli Piceno.
Successivamente divenne allievo di Andrea Basili a Loreto.
Dopo essere stato sin dal 1752 semplice cantore, dal 1757 assunse il ruolo di virtuoso della Cappella Musicale di Loreto.
Durante tale periodo ottenne delle licenze per recarsi in vari teatri di città italiane: si esibì infatti a Civitanova, Camerino, Fano, Fabriano, Perugia, Roma, Assisi, Palermo e Fermo.
Nel 1766 prese la licenza per andare a Mannheim per un anno, allo scopo di sostituire il soprano castrato romano Lorenzo Tonarelli. 
Nel 1768 fu assunto definitivamente da Carlo Teodoro di Wittelsbach, Principe Elettore Palatino. 
Le numerose opere cui partecipò Sivio Giorgetti nel Palatinato furono rappresentate nel teatro annesso al Palazzo dell'Elettore, nello splendido Teatro di Mannheim e, in estate, nel castello di Schwetzingen.
Giorgetti fu per molti anni un elemento stabile del cast di Mannheim, ove ebbe il privilegio di interpretare ruoli da protagonista. Quando la corte dell'Elettore Palatino si trasferì a Monaco di Baviera, ne fu al seguito in qualità di contralto castrato.
Non si conosce la data della morte; sino al 1802 risulta la sua presenza nel calendario di corte di Monaco di Baviera, all'epoca sotto il regno del principe elettore di Baviera e del Palatinato Massimiliano I Giuseppe di Baviera.

## Carriera
Tra i vari ruoli di cui Silvio Giorgetti fu interprete nelle opere rappresentate in Italia ricordiamo: nel 1752 a Roma presso il Teatro Valle fu Lauretta in I rivali delusi intermezzo di Niccolò Jommelli e Giulietta in Il tutore componimento giocoso in due atti di Gioacchino Cocchi.
Nel 1757 nel Teatro de' Nobili di Fabriano, durante il carnevale, interpretò Siveno in L'eroe cinese, dramma per musica di Gregorio Ballabene; durante il carnevale del 1759 a Perugia, presso il Teatro de' Nobili detto il Pavone, fu Dorina in Le nozze di Dorina, dramma giocoso di Baldassarre Galuppi.
Nel carnevale del 1760, nel Teatro di Loreto, fu Lena in La cascina, dramma giocoso di Giuseppe Scolari; durante il carnevale del 1761, presso il Teatro de' Nobili a Perugia, interpretò Rosina in Il signor Dottore, dramma giocoso per musica di Domenico Fischietti.
Fu poi Zopiro in Zenobia di Tommaso Traetta, rappresentato a Roma durante il carnevale, il 7 gennaio 1762, presso il Teatro di Torre Argentina; Artaserse in Artaserse, dramma per musica di Niccolò Piccinni rappresentato sempre presso il Teatro di Torre Argentina in Roma durante il carnevale, il 3 febbraio 1762.
Interpretò durante il carnevale dell'anno 1765, presso il Teatro di Macerata, Giannina in Il re alla caccia; fu Emirena in Adriano in Siria, presso il Teatro dell'Aquila di Fermo, durante il carnevale del 1766 (entrambe opere di Baldassarre Galuppi).
Anche dopo l'assunzione nel Palatinato, Giorgetti fu interprete di numerosi ruoli: nel 1766 fu Poro in Alessandro, dramma per musica con testi di Pietro Metastasio e musica di Giovan Battista De Majo; nel 1768 interpretò Farnaspe in Adriano in Siria, testo di Metastasio e musica di Ignaz Holzbauer, poi replicata nel 1769 in occasione delle nozze di Federico Augusto I di Sassonia e Amalia di Zweibrücken-Birkenfeld.
Nell'anno 1769 interpretò Il marchese della conchiglia in La buona figliuola zitella, dramma giocoso per musica di Niccolò Piccini, in occasione dell'onomastico dell'Elettore.
Durante il carnevale del 1770, in gennaio, fu il Conte Eugenio in L'amante di tutte, dramma giocoso in tre atti con testo di Antonio Galuppi e musica di Baldassarre Galuppi (opera replicata a Schwetzingen il 31 luglio 1774).
Il 4 novembre dello stesso anno interpretò Cesare in Catone in Utica, testo di Metastasio e musica di Piccinni.
Nel corso del 1771 vestì i seguenti ruoli: Giocondo (governatore dell'isola) in L'isola d'amore, azione comica in due atti su libretto di Metastasio musicata da Antonio Sacchini (replicata a Schwetzingen il 3 maggio 1772); il 26 maggio a Schwetzingen fu Rinaldo in Il filosofo di campagna, dramma giocoso in tre atti di Carlo Goldoni musicato da Galuppi; il 27 giugno sempre a Schwetzingen fu di nuovo Il Marchese della conchiglia in La buona figliuola zitella, dramma giocoso in tre atti, libretto di Goldoni e musica di Galuppi.
Il 24 novembre fu Lelio in Gli stravaganti ossia la schiava riconosciuta, azione comica in due atti, testo di Goldoni e musica di Piccinni (replicata poi a Schwetzingen il 17 maggio 1772). 
Nel giugno del 1772 a Schwetzingen ed il 9 agosto 1772 nel teatro annesso al Palazzo dell'Elettore, fu Ruggiero in La contadina in corte opera di Antonio Sacchini.
Il 24 maggio 1772 Giorgetti vestì i panni di Girò in L'amore artigiano, dramma giocoso di Floriano Leopold Gassmann su testo di Goldoni. 
Fu tra gli esecutori della prima rappresentazione di Temistocle, opera seria di Johann Christian Bach, libretto di Pietro Metastasio revisionato da Mattia Verazi, eseguita, il 5 novembre 1772, nel Teatro di Mannheim.
Giorgetti interpretò Lisimaco e cantò l'aria Ch'io parta ?, appositamente composta per lui dall'autore.
I personaggi dell'opera furono Temistocle, politico e generale ateniese, interpretato alla prima dal tenore Anton Raaff; Aspasia, figlia di Temistocle, innamorata di Lisimaco, interpretata dal soprano Dorothea Wendling; Rossana, principessa innamorata di Serse, interpretata dal soprano Elisabeth Wendling; Lisimaco, ambasciatore ateniese amico di Temistocle, interpretato dal soprano Silvio Giorgetti; Serse, Re di Persia, interpretato dal basso Giovanni Battista Zonca; Neocle, figlio di Temistocle, interpretato dal soprano Francesco Roncaglia; ed infine Sebaste, confidente e cospiratore contro Serse, l'alto castrato Vincenzo Mucciolo. 
Sempre nel 1772 Giorgetti interpretò il Cavalier Belfiore in Le finte gemelle, operetta giocosa di Petrosellini musicata da Piccinni e, di nuovo, Giocondo in L'Isola d'amore.
Il 14 luglio 1776 a Schwetzingen fu il Signor del villaggio in La festa della rosa, pastorale per musica in tre atti di André Ernest Modest Gréty su libretto di Mattia Verazi. 
Nel novembre del 1777 Giorgetti partecipò, sempre in cast con Anton Raaff, alla prima rappresentazione a Mannheim del Messiah di Georg Friedrich Händel; alle prove fu presente Wolfgang Amadeus Mozart (come testimoniato da una lettera dello stesso Mozart del 4 novembre 1777).
L'opera consisteva in una versione ridotta del celebre oratorio e fu diretta dal compositore Georg Joseph Vogler. 
Gli interpreti furono: soprano Silvio Giorgetti, contralto Caraucci, tenore Anton Raaff e basso Giovanni Battista Zonca.
Silvio Giorgetti insegnò anche canto: una sua allieva fu Barbara Strasser, che sposò il celebre basso tedesco Johann Ignaz Ludwig Fischer, allievo di Anton Raaff ed amico di Wolfgang Amadeus Mozart.
La Strasser interpretò il ruolo di Nina in La festa della rosa rappresentata, assieme a Giorgetti ed al futuro marito Fischer, a Schwetzingen, il 14 luglio 1776.